# 田下駄

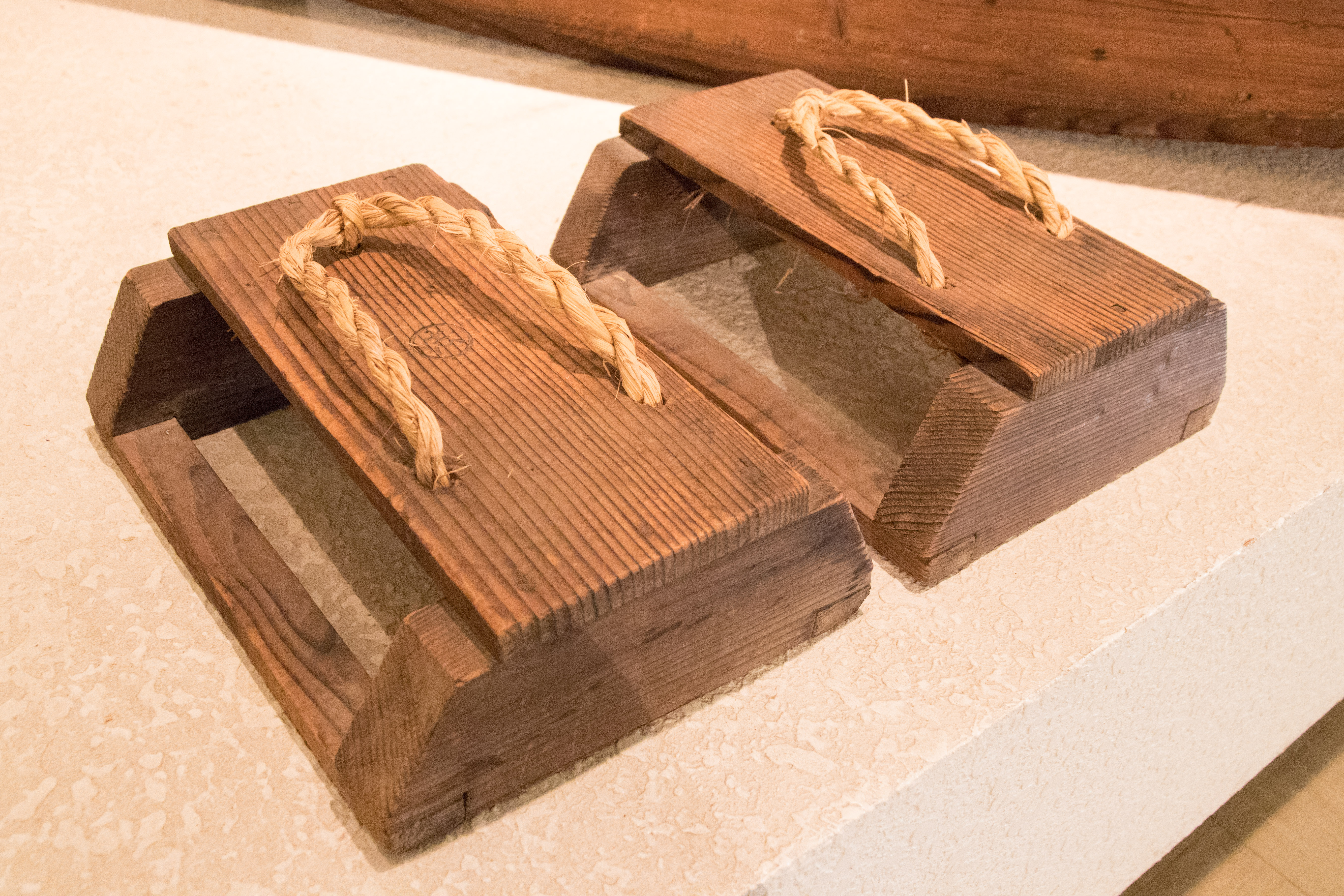
田下駄

田下駄（たげた）とは、水田で作業するときに、足が沈み込まないようにした道具。履物の下駄の起源になっているとする説があるが、田下駄は農機具であり、履物とは区別すべきとされる。
田下駄の具体的な用途は不明である。履物の下駄に近い形状のものとかんじきのような形状のものがある。
中国浙江省寧波市の慈湖遺跡からは歯のない板状の履物が出土しており、田などで使用されていたとみられている。日本では弥生時代後期の遺跡から多く出土している。しかし、土地改良の進歩と牛馬による畜力の使用が一般化すると衰退し、農業機械の発達のため姿を見られなくなった。